# Chromalizus sjostedti
Chromalizus sjostedti là một loài bọ cánh cứng trong họ Cerambycidae.